# C/2006 P1
Sao chổi McNaught, còn được gọi là Sao chổi lớn năm 2007 và định danh là C/2006 P1, là một sao chổi không định kỳ phát hiện ngày 07 tháng 8 năm 2006 bởi nhà thiên văn học Anh-Úc Robert H. McNaught sử dụng kính thiên văn Schmidt Nam Uppsala. Đó là các sao chổi sáng nhất trong hơn 40 năm, và đã dễ dàng nhìn thấy bằng mắt thường để quan sát ở Nam bán cầu vào tháng 1 và tháng 2 năm 2007.
Với một cấp sao biểu kiến đỉnh cao ước tính khoảng -5,5, sao chổi là sáng thứ hai kể từ năm 1935. Khoảng điểm cận nhật trên 12 tháng một, nó đã được nhìn thấy trên toàn thế giới trong ánh sáng ban ngày. đuôi của nó khoảng 35 độ dài ở đỉnh cao của nó.
Độ sáng của C/2006 P1 gần điểm cận nhật được tăng cường bởi sự tán xạ về phía trước.